# Quartische Gleichung
Eine quartische Gleichung, traditionell auch biquadratische Gleichung genannt, ist eine Bestimmungsgleichung, die sich in die Form
{\displaystyle Ax^{4}+Bx^{3}+Cx^{2}+Dx+E=0}
mit Koeffizienten {\displaystyle A,B,C,D,E} und {\displaystyle A\neq 0} bringen lässt. Üblich sind auch die Bezeichnungen algebraische Gleichung 4. Grades, polynomiale Gleichung (Polynomgleichung) 4. Grades oder schlicht Gleichung 4. Grades. Da die Nullstellen (Wurzeln) eines Polynoms gesucht sind, ist die quartische Gleichung ein Spezialfall einer algebraischen Gleichung. Bei vielen Anwendungen sind die Koeffizienten  reelle  oder komplexe Zahlen, jedoch sind Koeffizienten aus einem anderen Körper ebenso möglich.
Im Fall komplexer Koeffizienten lässt sich die Gleichung nach dem Fundamentalsatz der Algebra bis auf die Reihenfolge eindeutig in vier Linearfaktoren
{\displaystyle A(x-x_{1})(x-x_{2})(x-x_{3})(x-x_{4})=0}
zerlegen, wobei {\displaystyle x_{1},x_{2},x_{3}} und {\displaystyle x_{4}} die vier, nicht notwendigerweise verschiedenen komplexen Lösungen der Gleichung sind. Im Unterfall reeller Koeffizienten können nicht reelle Lösungen nur paarweise komplex konjugiert auftreten, so dass es dann nur die drei Möglichkeiten mit 0, 2 oder 4 reellen Lösungen gibt.
Die vier Lösungen einer quartischen Gleichung können mit einer allgemeinen Formel, die nur die vier arithmetischen Grundoperationen und Wurzeln verwendet, aus den Koeffizienten berechnet werden. Die historisch besondere Bedeutung von Gleichungen 4. Grades beruht darauf, dass entsprechende Lösungsformeln für Gleichungen höherer Grade nicht existieren (Satz von Abel-Ruffini).
Ist {\displaystyle B=0} und {\displaystyle D=0}, dann lässt sich die Gleichung durch Substitution auf eine quadratische Gleichung zurückführen. Heutzutage, insbesondere in der Schulmathematik, ist es üblich, nur diese Spezialform biquadratische Gleichung zu nennen.

## Geschichte
Das erste Lösungsverfahren für Gleichungen 4. Grades fand der italienische Mathematiker Lodovico Ferrari (1522–1565). Veröffentlicht wurde das Verfahren, das die Lösungen mittels der vier arithmetischen Grundoperationen und Wurzeln aus den Gleichungskoeffizienten berechnet, durch Ferraris Lehrer Gerolamo Cardano 1545 in dem Werk Ars magna de Regulis Algebraicis, in dem auch die sogenannte Cardanische Formel zur Lösung für kubischer Gleichungen erstmals publiziert wurde.
Es gibt zahlreiche Varianten von Lösungsmethoden für Gleichungen 4. Grades. Eine davon geht auf Leonhard Euler zurück, der sie 1738 in Sankt Petersburg publizierte, in dem Bestreben, eine allgemeine Lösungsformel auch für Gleichungen höherer Grade zu finden. Dass dies unmöglich ist, wurde von Niels Henrik Abel 1824 bewiesen (Satz von Abel-Ruffini).
Die Lösungsformeln für Gleichungen 4. Grades besitzen keinerlei Bedeutung mehr für Anwendungen, bei denen numerische Werte gesucht sind. Für solche numerischen Zwecke gibt es universelle und schneller zum Ergebnis führende Verfahren wie das Newtonverfahren. Die Bedeutung der Lösungsformeln ist beschränkt auf prinzipielle Aussagen innerhalb der algebraischen Körpertheorie.

## Spezialfälle

### B= 0 undD= 0
Diese in der Schulmathematik häufigste Art von Gleichungen 4. Grades (biquadratische Gleichung im engeren Sinn) lässt sich relativ einfach auf eine quadratische Gleichung zurückführen. Die gegebene Gleichung
{\displaystyle Ax^{4}+Cx^{2}+E=0\quad } (zunächst mit reellen Koeffizienten {\displaystyle A}, {\displaystyle C} und {\displaystyle E})
wird durch die Substitution {\displaystyle z=x^{2}} zu
{\displaystyle Az^{2}+Cz+E=0}.
Aus der Lösungsformel für quadratische Gleichungen erhält man zunächst
{\displaystyle z_{1,2}={\frac {-C\pm {\sqrt {C^{2}-4AE}}}{2A}}}.
Ist die Diskriminante {\displaystyle C^{2}-4AE} positiv, so sind {\displaystyle z_{1}} und {\displaystyle z_{2}} zwei verschiedene reelle Zahlen. Ist die Diskriminante gleich null, so fallen {\displaystyle z_{1}} und {\displaystyle z_{2}} zusammen. Bei negativer Diskriminante gibt es keine reelle Lösung für {\displaystyle z} und folglich auch keine reelle Lösung der Ausgangsgleichung.
Die reellen Lösungen der gegebenen Gleichung (maximal vier) ergeben sich aus
{\displaystyle x_{1,2}=\pm {\sqrt {z_{1}}},\quad x_{3,4}=\pm {\sqrt {z_{2}}}},
soweit die Wurzeln definiert, also die Radikanden {\displaystyle z_{1}} bzw. {\displaystyle z_{2}} nicht negativ sind.
Bei einer Gleichung mit komplexen Koeffizienten gelten die angegebenen Formeln nach wie vor. Allerdings sind dann {\displaystyle z_{1}} und {\displaystyle z_{2}} im Allgemeinen keine reellen Zahlen. Die Quadratwurzel ist in {\displaystyle \mathbb {C} } nicht eindeutig, es sind jeweils beide mögliche Werte zu berücksichtigen. Eine Fallunterscheidung wie im Reellen ist dann unnötig. Insgesamt hat die Gleichung {\displaystyle Ax^{4}+Cx^{2}+E=0} in {\displaystyle \mathbb {C} } vier Lösungen, die auch zusammenfallen können.
Beispiel (reelle Gleichung)
{\displaystyle 2x^{4}+6x^{2}-20=0}
{\displaystyle 2z^{2}+6z-20=0}
{\displaystyle z_{1,2}={\frac {-6\pm {\sqrt {6^{2}-4\cdot 2\cdot (-20)}}}{2\cdot 2}}={\frac {-6\pm 14}{4}}}
{\displaystyle z_{1}=2,\quad z_{2}=-5}
Aus {\displaystyle z_{1}=2} ergeben sich die reellen Lösungen {\displaystyle x_{1,2}=\pm {\sqrt {2}}}. Weil {\displaystyle x^{2}=-5} keine reelle Lösung hat, kommen in {\displaystyle \mathbb {R} } keine weiteren Lösungen dazu. Die Lösungsmenge ist
{\displaystyle L=\{+{\sqrt {2}},-{\sqrt {2}}\}}.

### E= 0
In diesem Fall ist {\displaystyle x_{1}=0} eine Lösung der Gleichung. Dann kann man den Faktor {\displaystyle x-x_{1}}, also {\displaystyle x-0=x} ausklammern und erhält die Gleichung
{\displaystyle x\,\left(Ax^{3}+Bx^{2}+Cx+D\right)=0}.
Die Lösungen der quartischen Gleichung sind dann {\displaystyle 0} und die drei Lösungen der kubischen Gleichung
{\displaystyle Ax^{3}+Bx^{2}+Cx+D=0}.

## Allgemeine Lösungsmethoden

### Normalisieren und Reduzieren
Zunächst wird die Gleichung mit der Substitution
{\displaystyle x=u-{\frac {B}{4A}}}
dahingehend vereinfacht, dass der kubische Koeffizient {\displaystyle B} verschwindet (Tschirnhaus-Transformation) und gleichzeitig der führende Koeffizient durch Division der gesamten Gleichung durch {\displaystyle A} zu {\displaystyle 1} gesetzt wird.
Mit den Festlegungen
{\displaystyle {\begin{array}{rl}\alpha &=-{\dfrac {3B^{2}}{8A^{2}}}+{\dfrac {C}{A}}\\[1em]\beta &={\dfrac {B^{3}}{8A^{3}}}-{\dfrac {B\,C}{2A^{2}}}+{\dfrac {D}{A}}\\[1em]\gamma &=-{\dfrac {3B^{4}}{256A^{4}}}+{\dfrac {B^{2}\,C}{16A^{3}}}-{\dfrac {B\,D}{4A^{2}}}+{\dfrac {E}{A}}\end{array}}}
reduziert sich die Gleichung zu
{\displaystyle u^{4}+\alpha u^{2}+\beta u+\gamma =0}.
Am Ende der Rechnung werden die Nullstellen des Ausgangspolynoms als {\displaystyle x_{1,2,3,4}=u_{1,2,3,4}-{\tfrac {B}{4A}}} zurückgewonnen. Im Folgenden kann also angenommen werden, dass der Koeffizient dritten Grades Null ist.

### Methode von Ferrari
Gegeben sei die reduzierte Gleichung
{\displaystyle u^{4}+\alpha u^{2}+\beta u+\gamma =0}
mit reellen Koeffizienten {\displaystyle \alpha }, {\displaystyle \beta } und {\displaystyle \gamma }. Beidseitige Addition von {\displaystyle \alpha u^{2}+\alpha ^{2}-\beta u-\gamma } ergibt:
{\displaystyle u^{4}+2\alpha u^{2}+\alpha ^{2}=\alpha u^{2}+\alpha ^{2}-\beta u-\gamma }
{\displaystyle (u^{2}+\alpha )^{2}=\alpha u^{2}-\beta u+\alpha ^{2}-\gamma }
Durch Hinzufügung einer neuen Unbekannten {\displaystyle y} soll erreicht werden, dass auf der rechten Seite das Quadrat eines Binoms steht.
{\displaystyle (u^{2}+\alpha +y)^{2}=\alpha u^{2}-\beta u+\alpha ^{2}-\gamma +2u^{2}y+2\alpha y+y^{2}}
{\displaystyle (u^{2}+\alpha +y)^{2}=(\alpha +2y)u^{2}-\beta u+(\alpha ^{2}-\gamma +2\alpha y+y^{2})}
Die letzte Gleichung lässt sich durch die Substitution {\displaystyle z=y+\alpha } vereinfachen.
{\displaystyle (u^{2}+z)^{2}=(2z-\alpha )u^{2}-\beta u+(z^{2}-\gamma )}
Damit aus der rechten Seite ein vollständiges Quadrat wird, muss die Diskriminante gleich 0 sein.
{\displaystyle \beta ^{2}-4(2z-\alpha )(z^{2}-\gamma )=0}
Aus dieser Hilfsgleichung 3. Grades (kubische Resolventengleichung) soll ein Wert {\displaystyle z} bestimmt werden, für den in der Gleichung zuvor die rechte Seite ein Quadrat wird. Die Hilfsgleichung hat mindestens eine reelle Lösung, die z. B. mit der Formel von Cardano berechnet werden kann. Es sei nun {\displaystyle z} eine reelle Lösung der Hilfsgleichung. Dann lässt sich die obige Gleichung folgendermaßen umformulieren:
{\displaystyle (u^{2}+z)^{2}=\left({\sqrt {2z-\alpha }}\,u-{\sqrt {z^{2}-\gamma }}\right)^{2}}
{\displaystyle u^{2}+z=\pm \left({\sqrt {2z-\alpha }}\,u-{\sqrt {z^{2}-\gamma }}\right)}
Unter der Voraussetzung {\displaystyle 2z-\alpha \neq 0} folgt aus der Hilfsgleichung {\displaystyle z^{2}-\gamma ={\frac {\beta ^{2}}{4(2z-\alpha )}}}. In diesem Fall kann man die letzte Gleichung auch so schreiben:
{\displaystyle u^{2}+z=\pm \left(u{\sqrt {2z-\alpha }}-{\frac {\beta }{2{\sqrt {2z-\alpha }}}}\right)}
Die ursprüngliche Gleichung 4. Grades wurde damit auf eine kubische Resolventengleichung für {\displaystyle z} und zwei quadratische Gleichungen für {\displaystyle u} zurückgeführt.

### Umformung in eine Differenz zweier Quadrate
Ist {\displaystyle \beta \neq 0}, so versucht man, die Gleichung als Differenz zweier vollständiger Quadrate zu schreiben. Dabei werden komplexe Parameter {\displaystyle w,y,z} eingeführt. Die Darstellung als Differenz führt dann direkt zu einer Faktorisierung in quadratische Faktoren mit komplexen Koeffizienten:
{\displaystyle {\begin{array}{rl}u^{4}+\alpha u^{2}+\beta u+\gamma &=(u^{2}+\alpha +y)^{2}-(w\,u-z)^{2}\\&=(u^{2}+w\,u-z+\alpha +y)\,(u^{2}-w\,u+z+\alpha +y)\end{array}}}
Durch Vergleich mit
{\displaystyle u^{4}+\alpha \,u^{2}+\beta \,u+\gamma =(u^{2}+\alpha +y)^{2}-[(\alpha +2y)\,u^{2}-\beta \,u+((\alpha +y)^{2}-\gamma )]}
ergeben sich {\displaystyle w^{2}=\alpha +2y} und {\displaystyle z^{2}=(\alpha +y)^{2}-\gamma } sowie {\displaystyle \beta =2wz}.
Damit der zweite Teil der Differenz ein vollständiges Quadrat in {\displaystyle u} ist, muss die Diskriminante dieses quadratischen Terms verschwinden:
{\displaystyle 0=4w^{2}z^{2}-\beta ^{2}=4\,(\alpha +2y)\,((\alpha +y)^{2}-\gamma )-\beta ^{2}}
{\displaystyle 0=y^{3}+{\tfrac {5}{2}}\alpha \,y^{2}+(2\alpha ^{2}-\gamma )\,y+{\tfrac {1}{2}}\alpha (\alpha ^{2}-\gamma )-{\tfrac {1}{8}}\beta ^{2}}
Dies ist eine kubische Gleichung in {\displaystyle y}.
Aus einer der Lösungen für {\displaystyle y} ergeben sich zwei quadratische Gleichungen in {\displaystyle u}, die zu insgesamt vier Lösungen für {\displaystyle u} bzw. dann {\displaystyle x} führen.

### Zusammenfassung
Insgesamt werden folgende Rechenschritte durchgeführt:
{\displaystyle P=-{\frac {\alpha ^{2}}{12}}-\gamma },
{\displaystyle Q=-{\frac {\alpha ^{3}}{108}}+{\frac {\alpha \gamma }{3}}-{\frac {\beta ^{2}}{8}}},
{\displaystyle y=-{\frac {5}{6}}\alpha +{\begin{cases}-{\sqrt[{3}]{Q}}&{\text{ falls }}P=0\\U-{\frac {P}{3U}}&{\text{ falls }}P\neq 0\end{cases}}} mit {\displaystyle U={\sqrt[{3}]{-{\frac {Q}{2}}+{\sqrt {{\frac {Q^{2}}{4}}+{\frac {P^{3}}{27}}}}}}}
{\displaystyle w={\sqrt {\alpha +2y}}}
{\displaystyle z={\frac {\beta }{2w}}}.
Nun können die Nullstellen wie folgt berechnet werden:
{\displaystyle u_{1,2,3,4}={\frac {1}{2}}\left[s\cdot w+r{\sqrt {w^{2}-4\left(\alpha +y+s\,z\right)}}\right]}
und in der Variablen der ursprünglichen Gleichung
{\displaystyle x_{1,2,3,4}=-{\frac {B}{4A}}+{\frac {1}{2}}\left[s\cdot w+r{\sqrt {-(\alpha +2y)-2\left(\alpha +s\,{\tfrac {\beta }{w}}\right)}}\right]}.
Die Parameter {\displaystyle r,s\in \{-1,1\}} geben das in den zwei Quadratwurzeln zu wählende Vorzeichen an, alle vier Kombinationen von {\displaystyle r} und {\displaystyle s} sind nötig, um die vier Lösungen zu erhalten.

### Zerlegung in quadratische Faktoren
Hier wird die Zerlegung in ein Produkt mit zwei quadratischen Faktoren
{\displaystyle x^{4}+ax^{3}+bx^{2}+cx+d=\left(x^{2}+px+q\right)\cdot \left(x^{2}+sx+t\right)}
zurückgeführt auf die Lösung {\displaystyle u} der kubischen Gleichung
{\displaystyle u^{3}-2bu^{2}+\left(ac+b^{2}-4d\right)u+c^{2}-abc+a^{2}d=0}.
(Bei reellen Koeffizienten {\displaystyle a,b,c} und {\displaystyle d} gibt es ein reelles {\displaystyle u} mit {\displaystyle 4u\leq a^{2}}.)
Mit einer Lösung {\displaystyle u} dieser Gleichung errechnet sich direkt:
{\displaystyle p={\frac {a+{\sqrt {a^{2}-4u}}}{2}}} (Sonderfall {\displaystyle p={\tfrac {a}{2}}} siehe unten)
{\displaystyle q={\frac {(b-u)\left({\sqrt {a^{2}-4u}}+a\right)-2c}{2{\sqrt {a^{2}-4u}}}}}
{\displaystyle s={\frac {a-{\sqrt {a^{2}-4u}}}{2}}}
{\displaystyle t={\frac {(b-u)\left({\sqrt {a^{2}-4u}}-a\right)+2c}{2{\sqrt {a^{2}-4u}}}}}
Im Sonderfall {\displaystyle 4ab-a^{3}=8c} ist die Lösung
{\displaystyle p={\frac {a}{2}}}
{\displaystyle q={\frac {c}{a}}+{\sqrt {{\frac {c^{2}}{a^{2}}}-d}}} (Falls {\displaystyle a=0} ist, ist die Ausgangsgleichung {\displaystyle x^{4}+bx^{2}+d=0} zu lösen.)
{\displaystyle s={\frac {a}{2}}}
{\displaystyle t={\frac {c}{a}}-{\sqrt {{\frac {c^{2}}{a^{2}}}-d}}}
Beispiel 1: Von {\displaystyle x^{4}-x^{3}-x^{2}+4x-2=0} kommt man auf die Gleichung 3. Grades
{\displaystyle u^{3}+2u^{2}+5u+10=0}.
Eine Lösung ist {\displaystyle u=-2}. Daraus ergibt sich die Zerlegung:
{\displaystyle x^{4}-x^{3}-x^{2}+4x-2=\left(x^{2}+x-1\right)\left(x^{2}-2x+2\right)}.
Beispiel 2: Von {\displaystyle x^{4}-3x^{3}-8x-6=0} kommt man auf die Gleichung 3. Grades
{\displaystyle u^{3}+10=0}.
Eine Lösung ist {\displaystyle u=-{\sqrt[{3}]{10}}}. Daraus ergibt sich die Zerlegung:
{\displaystyle x^{4}-3x^{3}-8x-6=\left(x^{2}+px+q\right)\left(x^{2}+sx+t\right)} mit
{\displaystyle p={\frac {3+{\sqrt {9+4{\sqrt[{3}]{10}}}}}{2}}\approx 3{,}598674508}
{\displaystyle q={\frac {{\sqrt {9+4{\sqrt[{3}]{10}}}}{\sqrt[{3}]{10}}+16+3{\sqrt[{3}]{10}}}{2{\sqrt {9+4{\sqrt[{3}]{10}}}}}}\approx 3{,}753109199}
{\displaystyle s={\frac {3-{\sqrt {9+4{\sqrt[{3}]{10}}}}}{2}}\approx -0{,}598674508}
{\displaystyle t={\frac {{\sqrt {9+4{\sqrt[{3}]{10}}}}{\sqrt[{3}]{10}}-16-3{\sqrt[{3}]{10}}}{2{\sqrt {9+4{\sqrt[{3}]{10}}}}}}\approx -1{,}598674508}
Beispiel 3: {\displaystyle x^{4}+4x^{3}-11x^{2}-30x+50=\left(x^{2}+2x-5\right)\left(x^{2}+2x-10\right)}.
Hier ist {\displaystyle a=4,b=-11,c=-30} und {\displaystyle d=50}. Es liegt der Sonderfall {\displaystyle 4ab-a^{3}=8c} vor.

### Methode von Lagrange
Mit dieser auf Joseph-Louis Lagrange zurückgehenden Methode kann die reduzierte Gleichung {\displaystyle y^{4}+py^{2}+qy+r=0} gelöst werden. Die Koeffizienten seien reelle oder komplexe Zahlen. Allgemeiner sind Koeffizienten aus einem beliebigen Körper möglich, sofern die Charakteristik ungleich 2 und ungleich 3 ist. Sind {\displaystyle y_{1},y_{2},y_{3},y_{4}} die Lösungen der reduzierten Gleichung, so werden folgendermaßen die Hilfsgrößen {\displaystyle z_{1},z_{2},z_{3}} eingeführt.
{\displaystyle {\begin{aligned}z_{1}&=-(y_{1}+y_{2})\,(y_{3}+y_{4})\\z_{2}&=-(y_{1}+y_{3})\,(y_{2}+y_{4})\\z_{3}&=-(y_{1}+y_{4})\,(y_{2}+y_{3})\end{aligned}}}
Unter Verwendung elementarsymmetrischer Polynome und des Satzes von Vieta kann gezeigt werden, dass {\displaystyle z_{1},z_{2},z_{3}} die Lösungen der kubischen Gleichung
{\displaystyle z^{3}+2pz^{2}+(p^{2}-4r)z-q^{2}=0}
sind. {\displaystyle z_{1},z_{2},z_{3}} lassen sich also z. B. mit der cardanischen Formel ermitteln. Das Polynom auf der linken Seite wird als kubische Resolvente (Lagrange-Resolvente) bezeichnet.
Drei weitere Hilfsgrößen {\displaystyle u_{1},u_{2},u_{3}} seien definiert durch:
{\displaystyle {\begin{aligned}u_{1}&=y_{1}+y_{2}\\u_{2}&=y_{1}+y_{3}\\u_{3}&=y_{1}+y_{4}\end{aligned}}}
Zur Berechnung von {\displaystyle u_{1},u_{2},u_{3}} werden – unter Berücksichtigung von {\displaystyle y_{1}+y_{2}+y_{3}+y_{4}=0} (Satz von Vieta) – folgende Gleichungen aufgestellt:
{\displaystyle {\begin{aligned}u_{1}^{2}&=(y_{1}+y_{2})^{2}=(y_{1}+y_{2})\,(-y_{3}-y_{4})=z_{1}\\u_{2}^{2}&=(y_{1}+y_{3})^{2}=(y_{1}+y_{3})\,(-y_{2}+y_{4})=z_{2}\\u_{3}^{2}&=(y_{1}+y_{4})^{2}=(y_{1}+y_{4})\,(-y_{2}-y_{3})=z_{3}\end{aligned}}}
Es folgt {\displaystyle u_{k}={\sqrt {z_{k}}}} für {\displaystyle k=1,2,3}. Allerdings ist die Quadratwurzel in {\displaystyle \mathbb {C} } nicht eindeutig definiert, sodass zunächst acht Kombinationen dieser Quadratwurzeln denkbar wären. Die einschränkende Bedingung für die Wahl der Quadratwurzeln ist
{\displaystyle u_{1}u_{2}u_{3}=-q}.
Es existieren also nur vier Lösungen für das Tripel {\displaystyle (u_{1},u_{2},u_{3})}.
Die Definitionsgleichungen von {\displaystyle u_{1}}, {\displaystyle u_{2}} und {\displaystyle u_{3}}, zusammen mit {\displaystyle y_{1}+y_{2}+y_{3}+y_{4}=0}, kann man als lineares Gleichungssystem für die Unbekannten {\displaystyle y_{1},y_{2},y_{3},y_{4}} auffassen. Es ergibt sich:
{\displaystyle {\begin{aligned}y_{1}&={\frac {1}{2}}(u_{1}+u_{2}+u_{3})\\y_{2}&={\frac {1}{2}}(u_{1}-u_{2}-u_{3})\\y_{3}&={\frac {1}{2}}(-u_{1}+u_{2}-u_{3})\\y_{4}&={\frac {1}{2}}(-u_{1}-u_{2}+u_{3})\end{aligned}}}
Im Falle reeller Koeffizienten hängen die Lösungen der Gleichung vierten Grades folgendermaßen mit den Lösungen der kubischen Resolvente zusammen:
| Kubische Resolvente                                                            | Gleichung vierten Grades                                |
| ------------------------------------------------------------------------------ | ------------------------------------------------------- |
| sämtliche Lösungen reell und positiv                                           | vier reelle Lösungen                                    |
| sämtliche Lösungen reell, eine positiv und zwei negativ                        | zwei Paare von zueinander komplex konjugierten Lösungen |
| eine positive reelle Lösung und zwei komplexe, zueinander konjugierte Lösungen | zwei reelle und zwei konjugiert komplexe Lösungen       |

## Reelle Koeffizienten
Sind alle Koeffizienten reell, lassen sich Fallunterscheidungen für die möglichen Lösungen angeben. Dies beruht auf folgender Tatsache: Ist die nicht-reelle Zahl {\displaystyle a+b\mathrm {i} } mit {\displaystyle b\neq 0} Nullstelle eines beliebigen Polynoms mit reellen Koeffizienten, so ist es auch die konjugiert komplexe Zahl {\displaystyle a-b\mathrm {i} } (Beweis). Bei der Zerlegung des zugehörigen Polynoms ergibt das Produkt der beiden Faktoren
{\displaystyle (x-(a+b\mathrm {i} ))(x-(a-b\mathrm {i} ))}
ein quadratisches Polynom mit reellen Koeffizienten, nämlich {\displaystyle x^{2}-2ax+a^{2}+b^{2}}. Also lässt sich jedes Polynom mit reellen Koeffizienten unabhängig von seinem Grad in lineare und quadratische Faktoren mit reellen Koeffizienten zerlegen. Es gibt für die quartische Gleichung also drei Möglichkeiten:
- Die Gleichung hat vier reelle Lösungen. Sie zerfällt in vier Linearfaktoren mit reellen Koeffizienten.
- Die Gleichung hat zwei reelle und zwei konjugiert komplexe Lösungen. Sie zerfällt in zwei Linearfaktoren und einen quadratischen Faktor mit reellen Koeffizienten.
- Die Gleichung hat zwei Paare konjugiert komplexer Lösungen. Sie zerfällt in zwei quadratische Faktoren mit reellen Koeffizienten.

### Vier reelle Lösungen
Unter den Lösungen können einfache Lösungen oder solche mit einer Vielfachheit {\displaystyle 2,3} oder {\displaystyle 4} sein (Erläuterung).
Im Einzelnen gibt es diese Möglichkeiten:
- eine Lösung mit Vielfachheit {\displaystyle 4}

Beispiel: {\displaystyle 2x^{4}+8x^{3}+12x^{2}+8x+2=0}, zerlegt {\displaystyle 2(x+1)^{4}=0}
hat die vierfache Lösung {\displaystyle x_{1,2,3,4}=-1}.
- eine Lösung mit Vielfachheit {\displaystyle 3} und eine einfache Lösung

Beispiel: {\displaystyle {\tfrac {1}{2}}x^{4}-3x^{3}+6x^{2}-4x=0}, zerlegt {\displaystyle {\tfrac {1}{2}}(x-2)^{3}\,x=0}
hat die dreifache Lösung {\displaystyle x_{1,2,3}=2} und die einfache Lösung {\displaystyle x_{4}=0}.
- zwei Lösungen, jeweils mit Vielfachheit {\displaystyle 2}

Beispiel: {\displaystyle x^{4}+2x^{3}-11x^{2}-12x+36=0}, zerlegt {\displaystyle (x-2)^{2}(x+3)^{2}=0}
hat die zweifache Lösung {\displaystyle x_{1,2}=2} und die zweifache Lösung {\displaystyle x_{3,4}=-3}.
- eine Lösung mit Vielfachheit {\displaystyle 2} und zwei einfache Lösungen

Beispiel: {\displaystyle 5x^{4}-{\tfrac {15}{2}}x^{3}-{\tfrac {45}{2}}x^{2}-{\tfrac {5}{2}}x+{\tfrac {15}{2}}=0}, zerlegt {\displaystyle 5(x+1)^{2}(x-3)\left(x-{\tfrac {1}{2}}\right)=0}
hat die zweifache Lösung {\displaystyle x_{1,2}=-1} und die einfachen Lösungen {\displaystyle x_{3}=3,\,x_{4}={\tfrac {1}{2}}}.
- vier einfache Lösungen

Beispiel: {\displaystyle x^{4}+x^{3}-4x^{2}-4x=0}, zerlegt {\displaystyle (x-2)(x+1)(x+2)x=0}
hat die einfachen Lösungen {\displaystyle x_{1}=2,x_{2}=-1,x_{3}=-2,x_{4}=0}.

### Zwei reelle und zwei konjugiert komplexe Lösungen
Auch hier kann die reelle Lösung mit Vielfachheit {\displaystyle 2} auftreten. Es gibt also diese beiden Möglichkeiten:
- eine reelle Lösung mit Vielfachheit {\displaystyle 2} und zwei konjugiert komplexe Lösungen

Beispiel: {\displaystyle x^{4}-4x^{3}+7x^{2}-6x+2=0}, zerlegt {\displaystyle (x-1)^{2}(x-(1+\mathrm {i} ))(x-(1-\mathrm {i} ))=0}
oder mit reellem quadratischem Faktor {\displaystyle (x-1)^{2}\left(x^{2}-2x+2\right)=0}
hat die zweifache Lösung {\displaystyle x_{1,2}=1} und die konjugiert komplexen Lösungen {\displaystyle x_{3}=1+\mathrm {i} ,x_{4}=1-\mathrm {i} }.
- zwei einfache reelle Lösungen und zwei konjugiert komplexe Lösungen

Beispiel: {\displaystyle -x^{4}+3x^{3}-2x^{2}-16x+16=0}, zerlegt {\displaystyle -(x-1)(x+2)(x-(2+2\mathrm {i} ))(x-(2-2\mathrm {i} ))=0}
oder mit reellem quadratischem Faktor {\displaystyle -(x-1)(x+2)\left(x^{2}-4x+8\right)=0}
hat die einfachen Lösungen {\displaystyle x_{1}=1,\,x_{2}=-2} und die konjugiert komplexen Lösungen {\displaystyle x_{3}=2+2\mathrm {i} ,\,x_{4}=2-2\mathrm {i} }.

### Zwei Paare konjugiert komplexer Lösungen
Hier gibt es diese beiden Möglichkeiten:
- zwei konjugiert komplexe Lösungen mit Vielfachheit {\displaystyle 2}

Beispiel: {\displaystyle x^{4}-4x^{3}+14x^{2}-20x+25=0}, zerlegt {\displaystyle (x-(1+2\mathrm {i} ))^{2}(x-(1-2\mathrm {i} ))^{2}=0}
oder mit zwei reellen quadratischen Faktoren {\displaystyle \left(x^{2}-2x+5\right)\left(x^{2}-2x+5\right)=0}
hat die zweifachen konjugiert komplexen Lösungen {\displaystyle x_{1,2}=1+2\mathrm {i} ,\,x_{3,4}=1-2\mathrm {i} }.
- zwei Paare einfacher konjugiert komplexer Lösungen

Beispiel: {\displaystyle x^{4}-4x^{3}+{\tfrac {21}{4}}x^{2}-4x+{\tfrac {17}{4}}=0}, zerlegt {\displaystyle (x-\mathrm {i} )(x+\mathrm {i} )\left(x-\left(2-{\tfrac {1}{2}}\mathrm {i} \right)\right)\left(x-\left(2+{\tfrac {1}{2}}\mathrm {i} \right)\right)=0}
oder mit zwei reellen quadratischen Faktoren {\displaystyle \left(x^{2}+1\right)\left(x^{2}-4x+{\tfrac {17}{4}}\right)=0}
hat die konjugiert komplexen Lösungen {\displaystyle x_{1}=\mathrm {i} ,\,x_{2}=-\mathrm {i} } und {\displaystyle x_{3}=2-{\tfrac {1}{2}}\mathrm {i} ,\,x_{4}=2+{\tfrac {1}{2}}\mathrm {i} }.